# Militärpsykologiska institutet
Militärpsykologiska institutet (MPI) var en tidigare svensk myndighet som bildades 1955 och fanns i Stockholm. Verksamheten, som inkluderade forskning, var framför allt inriktad på psykologiska apekter av personalurval inom svenska försvaret.
MPI hade en föregångare i Personalprövningsdetaljen inom försvaret som skapats 1944.
1974 infogades MPI i Försvarets forskningsanstalt (FOA) i form av avdelningen FOA 5, som 1976 utlokaliserades till Karlstad, i enlighet med ett riksdagsbeslut som fattats redan 1971. Vid det tillfälle då MPI uppgick i FOA hade MPI ett 50-tal anställda.
Huvuddelen av den psykologiska verksamheten vid FOA5 överfördes på 1990-talet till Militärhögskolan, nuvarande Försvarshögskolan (FHS), varför FHS idag är att betrakta som den huvudsakliga arvtagaren till MPI:s verksamhet.
Militäröverpsykologen Jan Agrell var MPI:s chef under hela dess existens som egen myndighet.

## LSD och Projekt E 012
Under andra halvan av 1960-talet genomförde MPI experiment med LSD inom ramen för det så kallade projekt E 012. Vid denna tid befarade man att LSD i krigstid skulle kunna användas som psykokemiskt stridsmedel mot svenska soldater, och man ville därför veta mer om effekterna. Detta var några år före LSD-bruket hade kommit till Sverige i någon större skala, och den kliniska erfarenheten inom landet var därför begränsad. Verksamheten vid MPI byggde vidare på LSD-experiment som genomförts vid psykologiska institutionen vid Stockholms universitet 1964-1965. De flesta av MPI:s LSD-rapporter är författade av psykologen Björn Netz.